# Luttange
Luttange [lytɑ̃ʒ] est une commune française située dans le département de la Moselle, en région Grand Est.

## Géographie
La commune se situe dans le site inscrit de la vallée de la Canner.

### Communes limitrophes
| Volstroff                      | Metzeresche    |                  |
| Rurange-lès-Thionville Trémery | Luttange       | Hombourg-Budange |
| Flévy                          | Bettelainville | Aboncourt        |

### Hydrographie
La commune est située dans le bassin versant du Rhin au sein du bassin Rhin-Meuse. Elle est drainée par la Bibiche, la Sée et le ruisseau le Diebach.
La Bibiche, d'une longueur totale de 22,6 km, prend sa source dans la commune de Bettelainville et se jette  dans la Moselle à Basse-Ham, après avoir traversé dix communes.
La Sée, d'une longueur totale de 10,9 km, prend sa source dans la commune  et se jette  dans la Moselle en limite de Bertrange et d'Illange, face à Uckange, après avoir traversé sept communes.

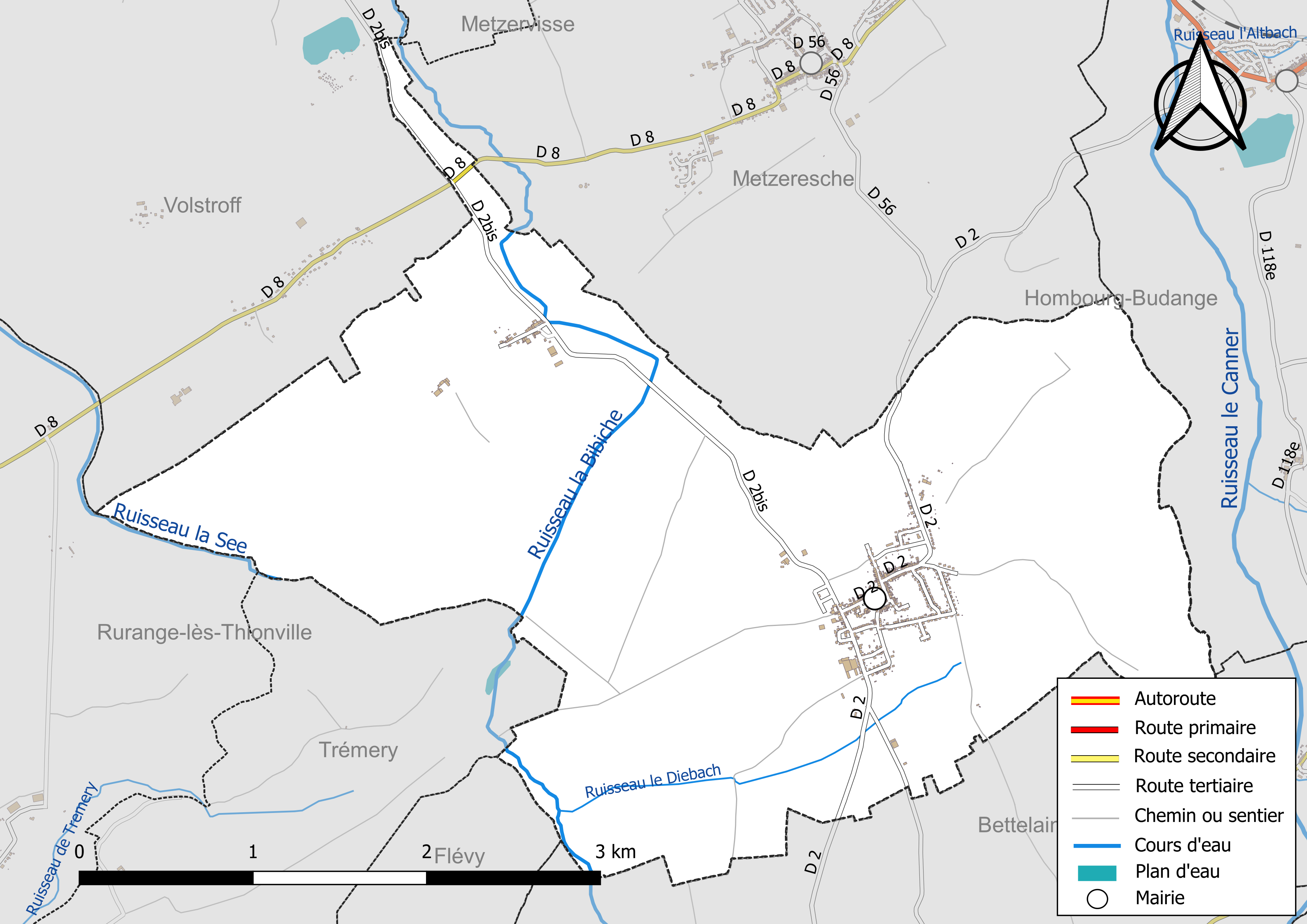
Réseaux hydrographique et routier de Luttange.

La qualité des eaux des principaux cours d’eau de la commune, notamment du ruisseau la Bibiche et du ruisseau la See, peut être consultée sur un site spécial géré par les agences de l’eau et l’Agence française pour la biodiversité.

### Climat
Pour des articles plus généraux, voir Climat du Grand Est et Climat de la Moselle.
En 2010, le climat de la commune est de type climat de montagne, selon une étude du Centre national de la recherche scientifique s'appuyant sur une série de données couvrant la période 1971-2000. En 2020, Météo-France publie une typologie des climats de la France métropolitaine dans laquelle la commune est exposée à un climat semi-continental et est dans la région climatique  Lorraine, plateau de Langres, Morvan, caractérisée par un hiver rude (1,5 °C), des vents modérés et des brouillards fréquents en automne et hiver. 
Pour la période 1971-2000, la température annuelle moyenne est de 9,4 °C, avec une amplitude thermique annuelle de 16,8 °C. Le cumul annuel moyen de précipitations est de 841 mm, avec 12,4 jours de précipitations en janvier et 9,1 jours en juillet. Pour la période 1991-2020, la température moyenne annuelle observée sur la station météorologique de Météo-France la plus proche, « Malancourt », sur la commune d'Amnéville à 12 km à vol d'oiseau, est de 10,2 °C et le cumul annuel moyen de précipitations est de 884,1 mm. 
La température maximale relevée sur cette station est de 39,3 °C, atteinte le 25 juillet 2019 ; la température minimale est de −17,9 °C, atteinte le 5 janvier 1985,,. 
Les paramètres climatiques de la commune ont été estimés pour le milieu du siècle (2041-2070) selon différents scénarios d'émission de gaz à effet de serre à partir des nouvelles projections climatiques de référence DRIAS-2020. Ils sont consultables sur un site spécial publié par Météo-France en novembre 2022.

## Urbanisme

### Typologie
Au 1er janvier 2024, Luttange est catégorisée bourg rural, selon la nouvelle grille communale de densité à sept niveaux définie par l'Insee en 2022.
Elle est située hors unité urbaine. Par ailleurs la commune fait partie de l'aire d'attraction de Luxembourg (partie française), dont elle est une commune de la couronne,. Cette aire, qui regroupe 115 communes, est catégorisée dans les aires de 700 000 habitants ou plus (hors Paris),.

### Occupation des sols
L'occupation des sols de la commune, telle qu'elle ressort de la base de données européenne d’occupation biophysique des sols Corine Land Cover (CLC), est marquée par l'importance des territoires agricoles (62,4 % en 2018), une proportion sensiblement équivalente à celle de 1990 (62,5 %). La répartition détaillée en 2018 est la suivante : 
terres arables (62 %), forêts (32,6 %), zones urbanisées (4,9 %), zones agricoles hétérogènes (0,3 %), prairies (0,1 %). L'évolution de l’occupation des sols de la commune et de ses infrastructures peut être observée sur les différentes représentations cartographiques du territoire : la carte de Cassini (XVIIIe siècle), la carte d'état-major (1820-1866) et les cartes ou photos aériennes de l'IGN pour la période actuelle (1950 à aujourd'hui).

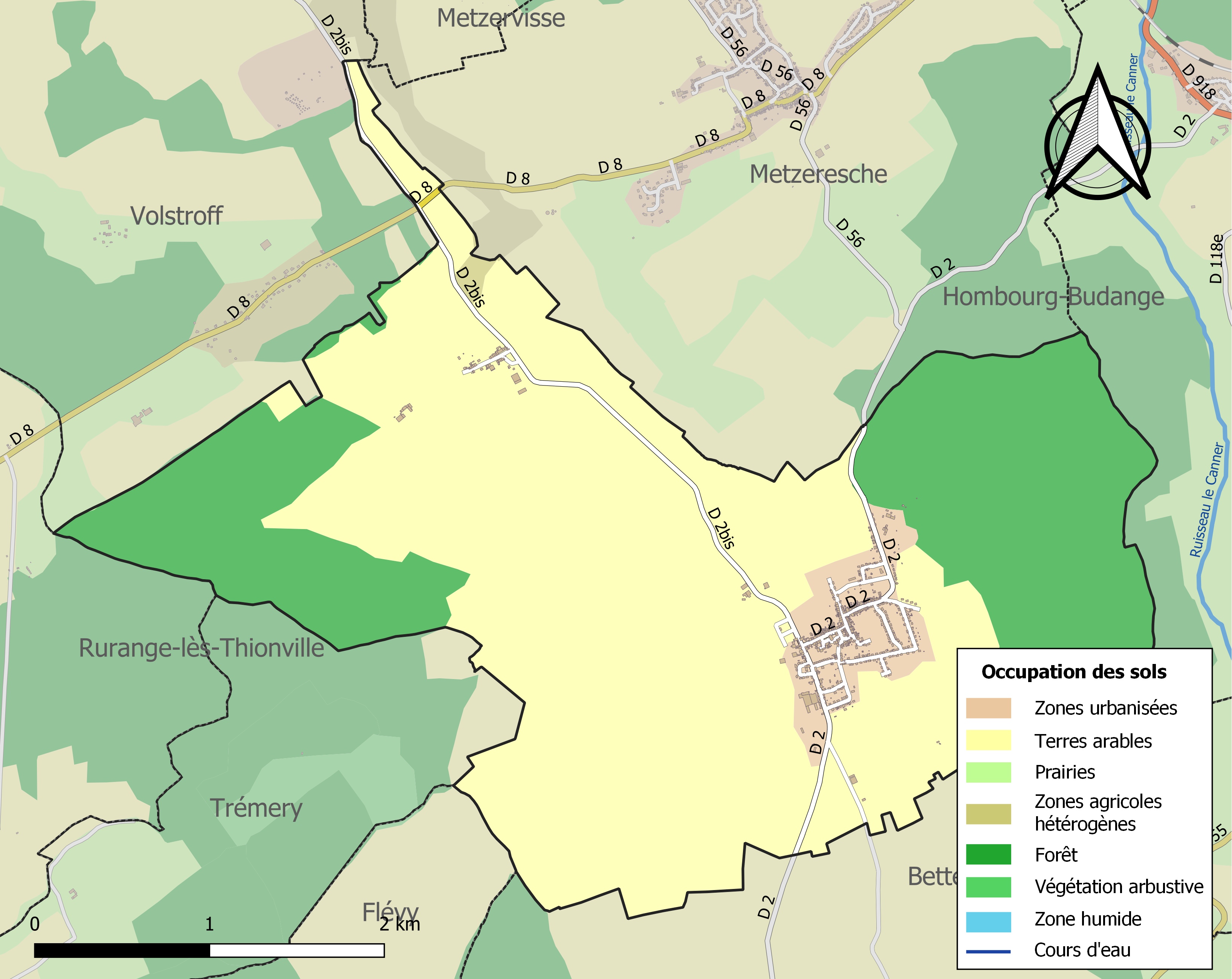
Carte des infrastructures et de l'occupation des sols de la commune en 2018 (CLC).

## Toponymie

### Luttange
- Anciennes mentions : Leutermingas (825), Lutiacum (912), Lustingas (960), Lustanges (962), Lustinges (1130), Leotermingios (1139), Littenges et Litinge (1192), Luestange (1242), Luttange/Luttanges (1259), Lustang (1300), Luhtingen (1336), Lutum (1355), Luyhtingen (1369), Lustange (1380), Luchtange et Luettange  (1396), Lustinga (1398), Luestange (1404), Luthingen (1406), Luchting (1448), Lutinga (1511), Luechtingen (1527), Luthingen et Leuthanges (1541), Luttinga (1544), Luchtingen (1591), Lutange (1686)[16].
- En francique lorrain : Léiténgen[17], Liténgen et Léiténg. En allemand : Leuchtingen[16] et Lüttingen (1871-1918).

### Rexange
- Ruxenges (1230), Reissengen et Rexingen (1398), Requesingen (1440), Ruxinges (1501), Raquesenges (1636), Ruxingen (1756)[16].

## Histoire
- Poste militaire durant la période gallo-romaine.
- Ancien fief luxembourgeois qui était le chef-lieu d'une seigneurie.
- Au XIIIe siècle, fief des comtes de Luxembourg, donné par la principauté épiscopale de Metz.
- Le 16 septembre 1538, les Messins brûlèrent Luttange pour se venger du duc de Lorraine qui avait mis le feu à Rembervillers, après en avoir fait massacrer les habitants.
- Rexange était une ancienne dépendance de Luttange, détruite par les Croates en 1636.
- En 1810 le village de Kirsch-lès-Luttange est rattaché à la commune de Luttange. Ce village dépendait autrefois de la seigneurie de Weinsberg.

## Politique et administration
| Période                                  | Période      | Identité            | Étiquette | Qualité |
| ---------------------------------------- | ------------ | ------------------- | --------- | ------- |
| Les données manquantes sont à compléter. |              |                     |           |         |
| mars 1953                                | mars 1965    | Auguste Lasky       |           |         |
| mars 1965                                | mars 2001    | Raymond Hans        |           |         |
| mars 2001                                | juillet 2020 | Jean-Michel Werquin |           |         |
| juillet 2020                             | En cours     | Paul-André Bauer    |           |         |

## Démographie
L'évolution du nombre d'habitants est connue à travers les recensements de la population effectués dans la commune depuis 1793. Pour les communes de moins de 10 000 habitants, une enquête de recensement portant sur toute la population est réalisée tous les cinq ans, les populations de référence des années intermédiaires étant quant à elles estimées par interpolation ou extrapolation. Pour la commune, le premier recensement exhaustif entrant dans le cadre du nouveau dispositif a été réalisé en 2007.

En 2022, la commune comptait 955 habitants, en évolution de +5,76 % par rapport à 2016 (Moselle : +0,52 %, France hors Mayotte : +2,11 %).
| 1793 | 1800 | 1806 | 1821 | 1836 | 1841 | 1861 | 1866 | 1871 |
| ---- | ---- | ---- | ---- | ---- | ---- | ---- | ---- | ---- |
| 498  | 409  | 568  | 784  | 722  | 707  | 578  | 618  | 552  |

| 1875 | 1880 | 1885 | 1890 | 1895 | 1900 | 1905 | 1910 | 1921 |
| ---- | ---- | ---- | ---- | ---- | ---- | ---- | ---- | ---- |
| 539  | 527  | 508  | 468  | 435  | 385  | 400  | 409  | 367  |

| 1926 | 1931 | 1936 | 1946 | 1954 | 1962 | 1968 | 1975 | 1982 |
| ---- | ---- | ---- | ---- | ---- | ---- | ---- | ---- | ---- |
| 422  | 415  | 414  | 367  | 390  | 479  | 456  | 574  | 604  |

| 1990 | 1999 | 2006 | 2007 | 2012 | 2017 | 2022 | - | - |
| ---- | ---- | ---- | ---- | ---- | ---- | ---- | - | - |
| 682  | 752  | 868  | 885  | 902  | 892  | 955  | - | - |

## Culture locale et patrimoine

### Lieux et monuments
- Passage d'une voie romaine ; vestiges à proximité du "Moulin des Chênes".
- Situé sur un point stratégique, le château de Luttange domine la vallée de la Moselle[22]. Le donjon, les tours nord-ouest, sud-ouest et sud-est datent du XIVe siècle ; le château appartient alors à la famille de Luttange. Il appartient au XVe siècle à la famille de Perpignant qui ajoute, devant le donjon, une tour ovale. Au XVIIIe siècle une façade est plaquée sur la courtine nord et la tour nord-ouest est repercée ; le château est alors la propriété des familles de Cabannes et d'Attel depuis la fin du XVIe siècle. Au XIXe siècle, c'est la courtine Est qui est repercée.

Depuis 1965 le château est en cours de restauration, notamment les façades Sud et Ouest où une échauguette, un oriel et une bretèche du XVIe siècle, provenant du château de Daspich, à Florange, ont été remployés.
Les façades et toitures de la poterne ainsi que la galerie intérieure et l'escalier d'accès sont inscrits au titre des monuments historiques par arrêté du 2 novembre 1979.
- Le cimetière communal de Luttange a la particularité de contenir la tombe de deux soldats britanniques morts au combat durant la Seconde Guerre mondiale (voir plus bas "Personnalités liées à la commune").

#### Édifices religieux

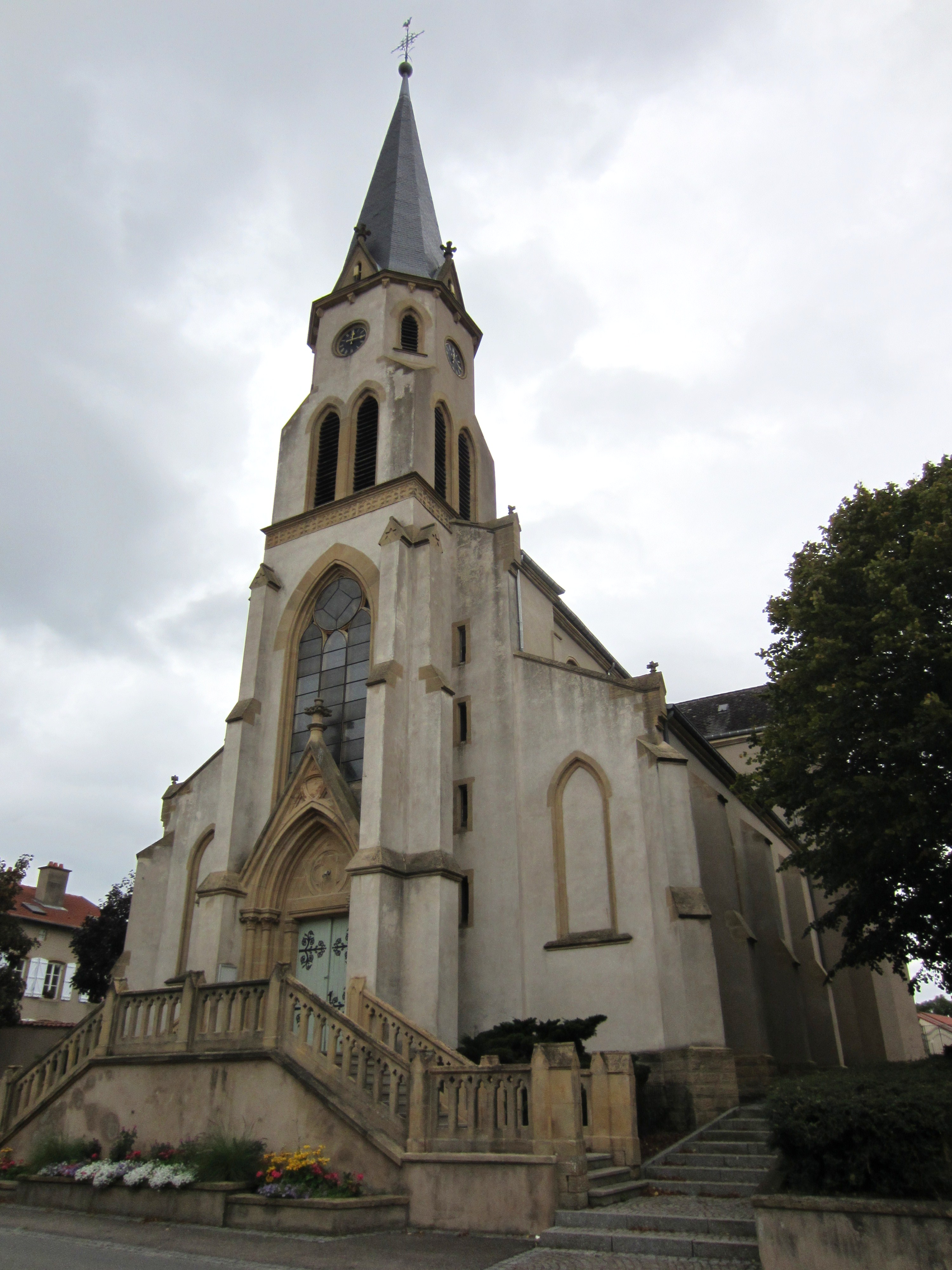
Église paroissiale Saint-Pierre.

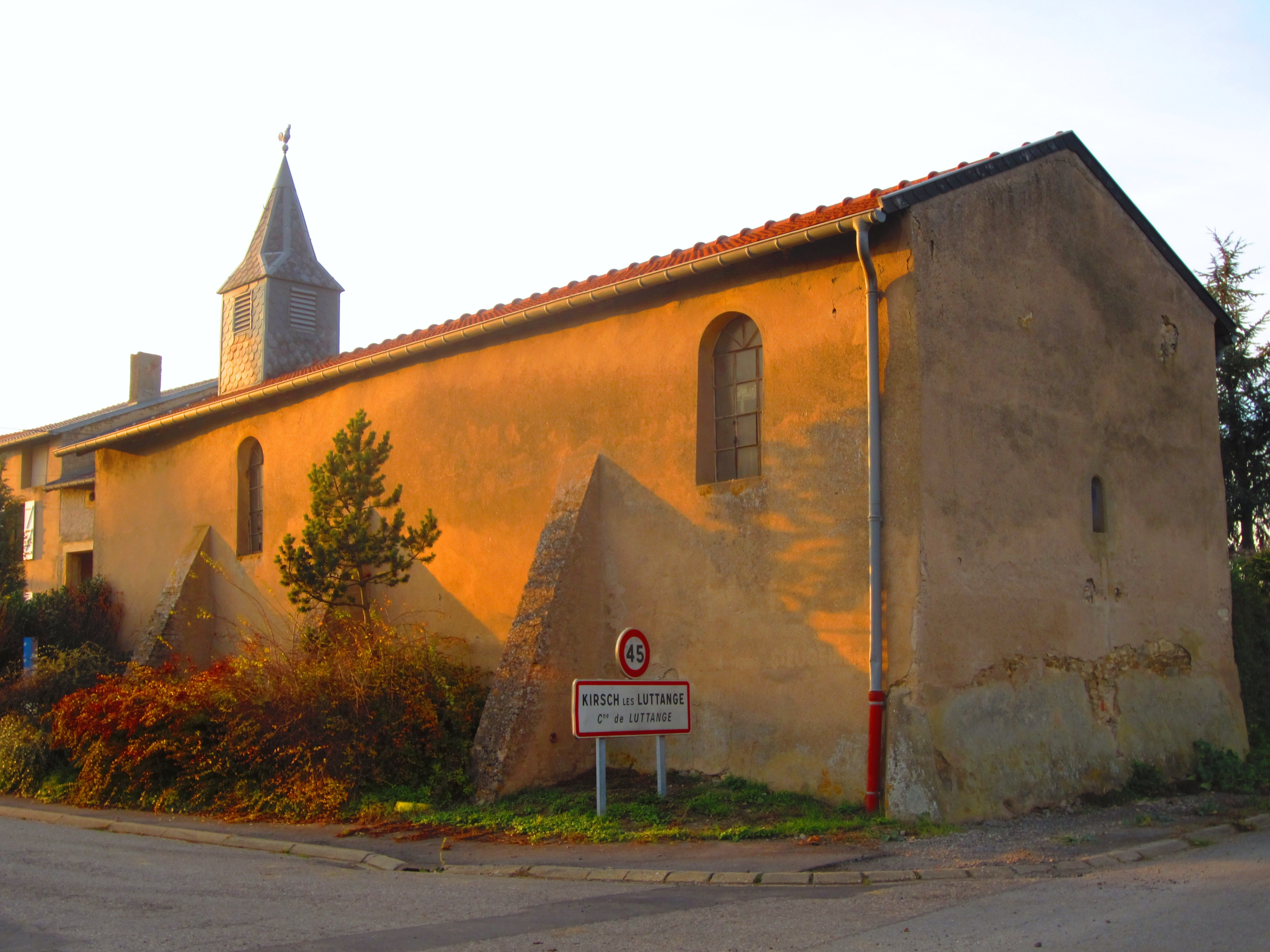
Chapelle Saint-Georges à Kirsch-lès-Luttange.

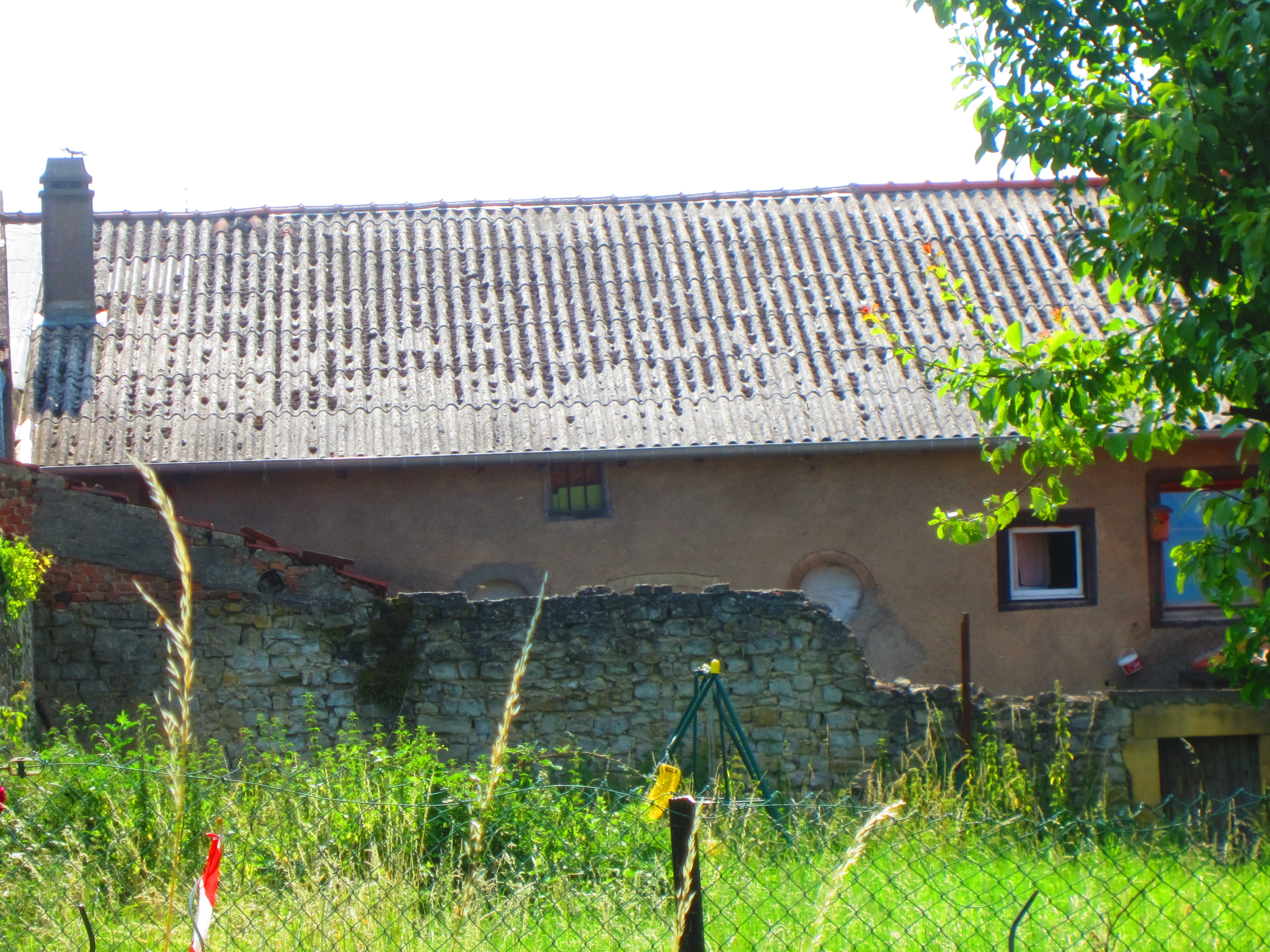
Ancienne synagogue Luttange.

- Église paroissiale Saint-Pierre néo-gothique, de l'église primitive du XIIIe siècle ne fut conservée que la tour clocher jusqu'à la reconstruction de 1881 ; nef et chœur agrandis en 1723 ; nef et chœur reconstruits en 1752 ; église reconstruite en 1881? elle fut consacrée le 4 octobre 1882 ; réfection des vitraux soufflés par l’explosion d'un V1 tombé derrière chez Closen durant la cure de l’abbé Michaux[Quand ?].
- Chapelle Saint-Georges à Kirsch-lès-Luttange, construite dans la 1re moitié du XIXe siècle ; élévation occidentale restaurée en 1929, date portée sur la façade occidentale : statues de saint Grégoire 1626 et de saint Georges à cheval XVIIe siècle.
- Calvaire du XVe siècle[25], démoli en 1944, restauré une première fois en 1953-54 sous l’administration de l’abbé Michaux, seconde restauration en 1976.
- Ancienne synagogue de Luttange, construite en 1786, située rue Saint-Pierre, très dénaturée, endommagée en 1942, aliénée aujourd'hui transformée en habitation.

#### Édifice civil
- Émetteur de télévision avec un pylône avec une hauteur de 235 mètres.

### Personnalités liées à la commune
- Cyrille Pouget, ancien footballeur professionnel né le 6 décembre 1972 à Metz et qui a vécu à Luttange une bonne partie de son enfance. Son premier club était d'ailleurs l'US Luttange.
- Le caporal Thomas William Priday, premier soldat britannique mort au combat durant la Seconde Guerre mondiale en explosant sur une mine antipersonnel française le 9 décembre 1939, est enterré au cimetière de Luttange. Il y est inhumé avec le caporal Dennis McGillicuddy, mort quelques semaines plus tard[26].

### Héraldique
| Blason de Luttange | Blason  | D'argent à l'alérion [aigle morné] d'azur.       |
| Blason de Luttange | Détails | Le statut officiel du blason reste à déterminer. |